# Tachytrechus rotundipennis
Tachytrechus rotundipennis är en tvåvingeart som beskrevs av Greene 1922. Tachytrechus rotundipennis ingår i släktet Tachytrechus och familjen styltflugor.
Artens utbredningsområde är New Jersey. Inga underarter finns listade i Catalogue of Life.